# Musikjahr 1554
Liste der Musikjahre

◄◄ | ◄ | 1550 | 1551 | 1552 | 1553 | Musikjahr 1554 | 1555 | 1556 | 1557 | 1558 | ► | ►►

Weitere Ereignisse
Dieser Artikel behandelt das Musikjahr 1554.

## Ereignisse

### Heiliges Römisches Reich

#### Hofkapelle von Kaiser Karl V.
- Thomas Crécquillon ist seit dem Jahr 1540 „maistre de la chapelle“ am Hof von Kaiser Karl V.
- Nicolas Payen wirkt seit 1540 in der Hofkapelle von Kaiser Karl V. als clerc d’oratoire und chapelain des hautes messes.

#### Hofkapelle der Regentin Maria von Ungarn
- Benedictus Appenzeller ist seit 1536 Sänger am habsburgischen Hof der Regentin Maria von Ungarn in Brüssel und seit 1537 Leiter der Chorknaben (maître des enfants).

#### Hochstift Lüttich
- Ludovicus Episcopius wirkt ab 19. Oktober 1545 als zangmeester an der Kollegiatkirche St. Servatius in Maastricht. Er bekommt mehrere Benefizien und wird Mitglied der Bruderschaft der Kapläne als einer der scriptores chori. Diese Stellung behält er bis ins Jahr 1566. 1554 werden acht seiner Lieder zu drei bis acht Stimmen bei dem Maastrichter Verleger Jacob Baethen veröffentlicht.
- Johannes de Fossa hat wahrscheinlich in den 1540er bis 1550er Jahren in Lüttich seine Ausbildung.
- Jean De Latre ist seit November 1544 in der Nachfolge von Adam Lauri succentor an der Kirche St. Martin in Lüttich. Er leitet die Kapelle der Kirche fast 20 Jahre lang mit Geschick und Erfolg. Ebenfalls seit 1544 wirkt De Latre als Kapellmeister des Lütticher Fürstbischofs Georg von Österreich, einem humanistisch gesinnten Musikfreund. Hier hat er den Nutzen wichtiger Kontakte zu anderen Künstlern wie Lambert Lombard (1506–1566) und Franciscus Florius (1516–1570) und zu weiteren wichtigen Personen im Umkreis des Bischofs. In seinen 19 Lamentationen, die 1554 in Maastricht gedruckt werden, drückt sich die Last der Inquisition aus, unter der das Lütticher Volk zu leiden hat; hier zeigt der Komponist eine bemerkenswerte Beherrschung der kontrapunktischen Kunst und gleichzeitig die für Italien typische Suche nach dem angemessenen Ausdruck des Bibelworts.

#### Grafschaft Holland
- Cornelis Boskoop ist seit dem 1. Mai 1551 und bis Frühjahr 1554 Organist an der Grote Kerk in Alkmaar und vom 1. Mai 1554 bis März 1573 in dem gleichen Amt an der Oude Kerk in Delft.

#### Grafschaft Flandern
- Jacobus Clemens non Papa, der von 1. Oktober bis zum 24. Dezember 1550 als Sänger und Komponist im Dienst der Marienbruderschaft in ’s-Hertogenbosch stand, hält sich – worauf wenige Hinweise deuten – danach in Ypern auf.
- Christian Hollander ist als „Christiaen Janszone, gheseyed de Hollandere“ seit dem 1. Juni 1549 Singmeister an der Kirche St. Walburga in Oudenaarde. Diese Stellung hat er bis 1557 inne.

#### Markgrafschaft Antwerpen
- Antoine Barbé hat – nach den Akten der Kathedrale von Antwerpen – von 1527 bis 1562 die Stelle des Kapellmeisters inne.
- Tielman Susato, der 1543 in Antwerpen ein dreijähriges Druckerprivileg erhalten hat, bringt in den Jahren zwischen 1543 und 1561 drei Bände mit Messkompositionen heraus, 19 Motetten- und 22 Chansonbücher, darüber hinaus eine Serie mit elf Bänden Musyck Boexken. Seine Publikationen sind in der Mehrheit Sammelbände mit Werken mehrerer Komponisten. Seit 1531 ist Susato außerdem Mitglied der Antwerpener Stadtmusikanten; er spielt die Instrumente Flöte, Blockflöte, Krummhorn, Feldtrompete und Posaune und hat vielleicht auch die abendlichen Andachten der Bruderschaft begleitet.
- Gérard de Turnhout ist seit dem Jahr 1545 Chorsänger an der Liebfrauenkirche in Antwerpen.
- Hubert Waelrant mietet sich von 1553 bis 1556 im Haus des Spielmanns Gregorius de Coninck in Antwerpen ein. Teil des Mietvertrages ist, dass Waelrant den Knaben, die bei dem Mietherrn eine Lehre absolviert haben, kostenlosen Gesangsunterricht erteilt. In den Jahren 1554 bis 1558 arbeitet er mit dem Drucker Jan De Laet zusammen (Waelrant & Laet) und wirkt hier als Verleger und Verkäufer; in dieser Zeit bringen beide 16 schön gestaltete Musikdrucke heraus.

#### Cambrai
- Im Jahr 1548 und später mehrfach bis 1556 erscheint ein Philippe de Monte als petit vicaire an der Kathedrale von Cambrai; ob es sich dabei um den Komponisten handelt, ist nicht ganz sicher. De Montes 1. Madrigalbuch erscheint 1554 in Rom mit einer Widmung, die nicht von ihm stammt, was darauf hindeutet, dass er sich zu dieser Zeit keinesfalls mehr in Italien aufhält. Als König Philipp II. von Spanien 1554/1555 anlässlich seiner Vermählung mit Maria Tudor nach England reist, befindet sich Philippe de Monte in seinem Gefolge. Er hat dort William Byrd kennengelernt, hat aber danach die Hofkapelle des Königs offenbar bald wieder verlassen.

#### Tournai
- Nicolas Gombert ist Kanoniker in Tournai, wo er seit 1534 eine kirchliche Sinekure innehat. Sein Name erscheint nicht in der Liste der Geistlichen, die in Tournai Messen gelesen haben, und er übt wohl keine priesterlichen Funktionen mehr aus. Hier dürfte er auch Pierre de Manchicourt kennen gelernt haben.
- Pierre de Manchicourt ist seit 1545 Kapellmeister und Lehrer der Chorknaben und seit 1554 Gesangslehrer an der Kathedrale von Tournai.

#### Vereinigte Herzogtümer Jülich-Kleve-Berg
- Martin Peudargent ist Hofkomponist in den Diensten von Wilhelm V. von Jülich-Kleve-Berg.

#### Fürstentum Braunschweig-Wolfenbüttel
- Johann Zanger der Ältere ist seit 1545 in Braunschweig an den beiden Lateinschulen tätig, zunächst als Kantor am Martineum und ab 1548 als Rektor am Katharineum. 1553 erhält er eine Pfarrstelle an der Petrikirche und 1554 veröffentlicht er in Leipzig sein musiktheoretisches Werk Practicae musicae praecepta. Dieses Lehrbuch für den Musikunterricht, in das Zangers Erfahrungen aus seiner Lehrzeit am Wiener Hof eingeflossen sind, findet Verbreitung in ganz Europa. Dem Druck verdanken wir die Abbildung der noch heute gebräuchlichen Notenhand Guidos von Arezzo, der um das Jahr 1000 den Vorläufer unserer heutigen Notenschrift entwickelte.

#### Kurfürstentum Sachsen
- Wolfgang Figulus, der von 1549 bis 1551 als Thomaskantor der Thomasschule in Leipzig gewirkt hat, ist von 1551 bis zu seiner Pensionierung 1588 Kantor und Lehrer an der Fürstenschule in Meißen. Er unterrichtet die Fächer Musik, Latein und Religion und sorgt für die musikalische Gestaltung der Gottesdienste in der Afrakirche.
- Hermann Finck, der 1545 Student an der Universität Wittenberg war, unterrichtet hier ab dem Jahr 1554 Gesang und Instrumentalmusik.
- Mattheus Le Maistre, der wahrscheinlich vor 1554 am bayerischen Hof in München gewirkt hat, tritt 1554 das Amt des sächsischen Hofkapellmeisters als Nachfolger von Johann Walter an und konvertiert zum Protestantismus; ab dieser Zeit sind seine Kompositionen fast ausschließlich gedruckt überliefert. Die Hofkapelle umfasste seinerzeit 40 Musiker. Hier übernimmt er auch die Traditionen von Johann Walter und Georg Rhau, vertont Teile von Luthers Kleinem Katechismus und komponiert Choralmotetten zu Luther-Liedern.
- Nikolaus Selnecker studiert seit dem 29. April 1550 an der Universität Wittenberg. Die Freundschaft seines Vaters mit Philipp Melanchthon öffnet ihm das Haus des Präzeptors. Unter dessen Einfluss erlangt er am 31. Juli 1554 den akademischen Grad eines Magisters der Freien Künste.
- Antonio Scandello, der 1549 mit fünf weiteren „welschen Musikern“ von Kurfürst Moritz von Sachsen bei einer Italienreise eingestellt wurde, ist Mitglied der Dresdner Hofkapelle.
- Johann Walter, der 1548 von Kurfürst Moritz zum Kapellmeister seiner 1548 neu gegründeten Hofkantorei ernannt wurde, lässt sich 1554 pensionieren und geht nach Torgau zurück. Er kann noch die Weihe der seit 1554 genutzten neuen Dresdner Schlosskapelle mit gestalten.

#### Erzstift Magdeburg
- Martin Agricola ist Kantor in Magdeburg.

#### Herzogtum Bayern
- Ludwig Daser ist seit 1552 Kapellmeister der Münchner Hofkantorei.

#### Reichsstadt Nürnberg
- Adrianus Petit Coclico, der von 1547 bis 1550 am Hof von Herzog Albrecht von Brandenburg in Königsberg tätig war, ist seit Ende 1550 in Nürnberg und hat Aufnahme im Haus des Musikverlegers Johann Berg gefunden. Er gründet in Nürnberg – zunächst mit finanzieller Unterstützung des Stadtrats – eine Schule für Musik, Französisch und Italienisch, die einen anderen Schwerpunkt als die städtischen Lateinschulen hat.
- Georg Forster lebt seit 1548 in Nürnberg, wo er zum Leibarzt von Abt Friedrich zu Hailsbronn ernannt wurde. In Nürnberg bleibt er 20 Jahre bis zu seinem Tod.

#### Kurpfalz
- Jobst von Brandt ist seit 1548 Hauptmann in Waldsassen (Oberpfalz) und Verwalter des dortigen Klosters sowie Pfleger von Liebenstein bei Tirschenreuth.
- Sebastian Ochsenkun ist seit 1544 Lautenmeister am kurpfälzischen Hof in Heidelberg.

#### Freiburg im Breisgau
- Glarean ist seit 1529 Professor der Poetik in Freiburg im Breisgau. Dort lehrt er bis zu seiner Emeritierung 1560 Poetik, Geschichte und Geografie.

#### Herzogtum Württemberg
- Sigmund Hemmel, der seit 1552 Kapellmeister der Hofkapelle von Herzog Ulrich von Württemberg in Stuttgart war, gibt diese Stellung 1554/55 auf. Nachfolger als Kapellmeister wird der Bassist Philip Weber.

#### Erzherzogtum Österreich
- Jakob Buus ist seit Spätherbst 1550 Mitglied der kaiserlichen Hofkapelle und Organist in Wien. Ab 1553 erhält er dort, laut Eintragungen in den Listen der Hofkapelle, monatlich 20 Gulden, ab 1554 25 Gulden. Als Kapellmeister wirkt hier um diese Zeit Pieter Maessins, als weiterer Organist Christoph Kräll. In seiner Wiener Zeit sind nur drei Motetten entstanden, die von 1553 bis 1556 bei den Nürnberger Verlegern Montanus und Neuber erscheinen.
- Johannes de Cleve ist, worauf Belege hindeuten, ab dem Jahr 1553 Sänger (Tenorist) in der Hofkapelle des österreichischen Regenten Erzherzog Ferdinand (1503–1564) in Wien.
- Jacobus Vaet, der Ende 1551 oder Anfang 1552 die Dienste von Kaiser Karl V. verlassen hat und an die Hofkapelle von Erzherzog Maximilian in Wien gegangen ist, erreicht schon nach zwei Jahren Dienst in dieser Kapelle am 1. Januar 1554 den Rang des Kapellmeisters.

#### Königreich Böhmen
- Nikolaus Herman ist Kantor und Lehrer an der Lateinschule in St. Joachimsthal. Hier arbeitet er unter anderem mit Johannes Mathesius zusammen, der dort ab 1532 als Rektor der Schule und ab 1540 als Pfarrer amtiert.
- David Köler, der seit 1551 in Ingolstadt studiert hat, ist in den Jahren 1554/55 Kantor in Schönfeld in Böhmen, heute Krásno nad Teplou. Hier entsteht seine Sammlung von zehn Psalmen, die lediglich in einem Exemplar in der Ratsschulbibliothek Zwickau vollständig erhalten ist.

#### Alte Eidgenossenschaft
- Guillaume Franc ist seit 1545 Kantor an der Kathedrale und Lehrer an der Akademie in Lausanne.
- Homer Herpol, ein Schüler von Heinrich Glarean in Freiburg im Breisgau, ist seit 1550 Kantor an der Kirche St. Nikolaus in Freiburg (Schweiz).

#### Herzogtum Modena und Reggio
- Cipriano de Rore, der 1546 von Herzog Ercole II. d’Este (1508–1559) als Kapellmeister an seinen Hof nach Ferrara geholt wurde, wirkt hier fast zwölf Jahre lang fast ohne Unterbrechung, nachdem Ferrara zuvor schon als herausragendes Zentrum der Künste, besonders der Musik, bekannt ist. Während dieser Zeit schreibt de Rore dort mindestens 107 Werke für die Familie d’Este sowie für Mitglieder der geistlichen und weltlichen Oberschicht Europas. Seine Werke sind größtenteils in sieben Madrigalbüchern erhalten.

#### Herzogtum Toskana
- Paolo Aretino, der bis 1547 als Kantor am Dom von Arezzo gewirkt hat, ist danach bis zu seinem Tode im Jahr 1584 an Santa Maria della Pieve, ebenfalls in Arezzo, tätig.
- Francesco Corteccia steht seit dem Jahr 1539 im Dienst der Familie de’ Medici und bekleidet die Stelle des Kapellmeisters am Hofe des Herzogs Cosimo I.
- Nicolao Dorati wirkt seit 1543 in der Stadtkapelle von Lucca, zunächst als Posaunist und ab 1557 für über zwanzig Jahre als Kapellmeister.

### Königreich England

#### Chapel Royal von Maria I.
- John Sheppard ist seit etwa 1552 „Gentleman of the Chapel Royal“ in London. Im Jahr 1554 stellt er einen Antrag auf die Verleihung des akademischen Titels „Direktor der Musik“ an die Universität Oxford. Daraus ist zu entnehmen, dass er sich zum Zeitpunkt der Antragstellung bereits seit 20 Jahren dem Musikstudium gewidmet hat.
- Thomas Tallis, der 1543 zum „Gentleman of the Chapel Royal“ in London ernannt wurde, bekleidet dieses Amt in den folgenden 40 Jahren.
- Philip van Wilder wird nach seinem Tod auf der Südseite des Chores seiner Pfarrkirche St. Olav beigesetzt. Dieser Begräbnisplatz ist 1733 noch vorhanden, ist inzwischen jedoch verschwunden.

#### Diözese Ely
- Christopher Tye, der an der Universität Cambridge studierte und dort und in Oxford im Fach Musik promovierte, ist seit ca. 1543 Master of the Choristers an der Kathedrale von Ely und hat diese Stellung bis 1561 inne.

### Königreich Frankreich

#### Chapelle Royale von Heinrich II.
- Jacotin Le Bel ist Mitglied der Hofkapelle des französischen Königs Heinrich II.
- Pierre Sandrin ist von 1549 bis 1560 Kanonikus der Chapelle Royale.

#### Lyon
- Loys Bourgeois lebt seit 1552 als maître musicien in Lyon.
- Die von Henry Fresneau überlieferten Kompositionen lassen den Schluss zu, dass er seit 1538 und bis 1554 in Lyon gewirkt hat.
- François Roussel, der von 1548 bis 1550 als Kapellmeister der Cappella Giulia am Petersdom in Rom tätig war, wirkt in den 1550er Jahren möglicherweise in Lyon.

#### Paris
- Jakob Arcadelt ist ab 1554 als Sänger am Hof des späteren französischen Königs Karl IX. in Paris belegt, wo er bis zu seinem Tod bleibt. Zur gleichen Zeit steht er im Dienst des humanistisch orientierten Kardinals von Lothringen, Charles de Guise (1524–1574), der ebenfalls in Paris residiert.
- Pierre Certon wirkt seit 1529 in Paris an Notre-Dame und ist hier seit 1542 Leiter des Knabenchores.
- Claude Goudimel studiert wahrscheinlich seit 1549 und bis 1557 an der Universität Paris und hat im Verlagshaus von Nicolas Du Chemin (1520–1576) seit 1551 das Amt eines Korrektors. Seit 1553 ist er Teilhaber des Verlags. Zwischen 1549 und 1554 entstehen seine ersten Chansons.
- Clément Janequin, der seit 1534 Kapellmeister der Kathedrale von Angers war, steht seit 1549 in Paris in den Diensten des Herzogs von Guise.
- Adrian Le Roy lebt in Paris und ist musikalischer Leiter des von ihm mit seinem Vetter Robert Ballard 1551 gegründeten Musikverlags Le Roy & Ballard.

### Italienische Staaten

#### Kirchenstaat
- Leonardo Barré, ein Schüler von Adrian Willaert in Venedig, ist seit 1537 Sänger der päpstlichen Kapelle in Rom. Diese Anstellung behält er bis 1555.
- Ghiselin Danckerts ist seit 1538 Sänger der päpstlichen Kapelle in Rom. Er wird dieses Amt bis 1565 ausüben.
- Domenico Ferrabosco, der seit 1546 Kapellmeister der Cappella Giulia am Petersdom in Rom war, ist seit 1551 Sänger der päpstlichen Kapelle.
- Orlando di Lasso, der im März 1553 eine Anstellung bei der römischen Lateranbasilika erhalten hat, kündigt etwa im Juni 1554 seine Stellung und verlässt Rom. Wegen der Erkrankung seiner Eltern reist er zurück in die Niederlande. Seine Eltern sind bei seiner Ankunft jedoch bereits verstorben. Mit dem Sänger, Diplomaten und Abenteurer Giulio Cesare Brancaccio (um 1515 – um 1585), einem Freund aus Neapel, geht er anschließend erneut auf Reisen und gelangt zu einem politisch bedeutsamen Zeitpunkt nach England, als die Hochzeit von Philipp, Sohn Karls V., mit Maria Tudor bevorsteht. Sein Begleiter gerät in den Verdacht, ein Anhänger der Franzosen zu sein, und wird des Landes verwiesen.
- Giovanni Pierluigi da Palestrina ist seit 1. September 1551 als Nachfolger von Rubinus Mallapert (um 1520–1573) magister cantorum an der Cappella Giulia der Peterskirche in Rom, möglicherweise durch Protektion des Bischofs seiner Heimatstadt Giovanni Maria Ciocchi, des späteren Papstes Julius III. (Amtszeit 1550–1555). Zumindest hat Palestrina diesem seine erste Veröffentlichung Missarum liber primus (Rom 1554) gewidmet, ein stattliches Chorbuch, welches mit der Cantus-firmus-Messe Ecce sacerdos magnus als Huldigungskomposition beginnt.
- Giaches de Wert hält sich ab 1551 großenteils in Novellara, der Residenzstadt eines Zweigs der Familie Gonzaga auf, ab 1552 auch mehrfach in Mantua.

#### Markgrafschaft Montferrat
- Jachet de Mantua ist spätestens seit 1535 Magister der Kapellknaben und Kapellmeister an der Kathedrale St. Peter und Paul in Mantua. In Mantua hat er durch seine direkte Unterstellung unter den Kardinal eine Sonderstellung inne. Seine Bekanntheit beruht auch auf zahlreichen Veröffentlichungen seiner Werke, mit der Folge, dass sehr viele zeitgenössische Autoren sich in ihren Schriften mit seinem Wirken auseinandersetzen.

#### Herzogtum Urbino
- Dominique Phinot ist – wie zwei Dokumente aus dem Archiv der Stadt Urbino, datiert auf den 26. März 1545 und auf den 20. November 1555, belegen – bei Herzog Guidobaldo II. von Urbino angestellt, dem Phinot im Jahr 1554 einen Motettenband gewidmet hat. Im Mai 1554 schlägt ihn der Herzog für die Position des Kantors der dortigen Kathedrale vor.

#### Republik Venedig
- Baldissera Donato ist seit 1550 als Sänger (zunächst an San Marco in Venedig) aktiv und wirkt auch in der Ausbildung der Sänger.
- Antonio Gardano, der seit 1532 in Venedig lebt und hier einen Musikverlag und eine Druckerei gegründet hat, gibt zwischen 1538 und 1569 rund 450 Publikationen, vor allem Madrigale und geistliche Musik heraus. Von den noch 388 erhaltenen Drucken sind nur zwei nicht musikalischen Inhalts.
- Gioseffo Guami soll sich zwischen 1550 und 1560 in Venedig aufgehalten haben und dort Schüler von Adrian Willaert und Annibale Padovano gewesen sein.
- Francesco Londariti, der 1549 als bereits berühmter Musiker Kreta verlassen hat, hat eine Anstellung als Cantore (Sänger) im Chor des Markusdoms in Venedig unter dem Kapellmeister Adrian Willaert. Aus dieser Position hat er Zugang zu Venezianer Adelskreisen, in denen Kunst, Musik und Literatur stark gefördert werden und wo er zu den angesehensten Musikern zählt.
- Annibale Padovano ist von 1552 bis 1565 erster Organist am Markusdom in Venedig. Padovano ist an der Einführung des wechselseitigen Musizierens der zwei auf gegenüberliegenden Emporen postierten Orgeln und Chöre beteiligt, woraus sich mit Adrian Willaert die Venezianische Mehrchörigkeit entwickelt.
- Girolamo Parabosco ist erster Organist am Markusdom in Venedig.
- Costanzo Porta lebt seit 1549 in Venedig und ist dort Schüler des Komponisten Adrian Willaert.
- Vincenzo Ruffo, der nach der Priesterweihe zunächst nur geistliche Ämter in Verona und Mailand versah, wirkt seit 1551 – nach der Rückkehr in seine Heimatstadt Verona – als Maestro di musica an der Accademia Filarmonica, ab 1554 auch als Domkapellmeister.
- Adrian Willaert ist seit dem 12. Dezember 1527 Domkapellmeister zu San Marco in Venedig. Der Komponist behält dieses Amt 35 Jahre lang bis zu seinem Tod; erst durch sein Wirken bekommt diese Stelle ihre in ganz Europa herausragende Bedeutung.

#### Königreich Neapel
- Diego Ortiz wirkt von 1553 an am vizeköniglichen Hof in Neapel. Fernando Álvarez de Toledo, 3. Herzog von Alba ernennt ihn zu seinem Kapellmeister (Maestro de Capilla).

### Königreich Polen

#### Hofkapelle von Sigismund II. August
- Valentin Bakfark ist von 1549 bis 1566 Lautenist am Hof des polnischen Königs und Großfürsten von Litauen Sigismund II. August in Vilnius.
- Mikołaj Gomółka lebt am Hof von König Sigismund II. August von Polen. Seit 1548 ist er Schüler eines königlichen Fistulators (hervorragende Instrumentalisten des Königs) namens Jan Klaus, bei dem er zehn Jahre verbringt.
- Wacław z Szamotuł ist seit dem 6. Mai 1547 Mitglied der königlichen Kapelle von König Sigismund II. August von Polen in Vilnius.

### Spanien

#### Hofkapelle von Karl I.
- Cornelius Canis ist seit Juni 1542 Nachfolger von Thomas Crécquillon als Hofkapellmeister der Grande Chapelle von Karl V. in Madrid. Ab 19. Juni 1551 hat Canis kaiserliche Pfründen an St. Bavo in Gent inne und ab 1553 an den Abteien Floresse und Notre-Dame in Middelburg (Zeeland).
- Antonio de Cabezón ist Hoforganist Karls I. und später Philipps II. Als Hoforganist unternimmt er zwei Reisen quer durch Europa (von 1548 bis 1551 und von 1554 bis 1556) und lernt bedeutende Musiker anderer Höfe kennen.
- Miguel de Fuenllana lebt in Valladolid am Hof des spanischen Königs. Im August 1553 erhält er das Druckprivileg für sein Werk Orphenica Lyra, das er Kronprinz Don Philipp widmet. Fuenllanas Arzt und sein Schwiegervater Juan de Salazar beauftragen im März 1554 den Drucker Martin de Montesdoca mit der Herstellung dieses Werks, und der Druck von 1000 Exemplaren wird am 2. Oktober 1554 fertiggestellt.

#### La Seu d’Urgell
- Joan Brudieu ist seit 1548 Kapellmeister auf Lebenszeit der Kathedrale von La Seu d’Urgell. Diese Position behält er – mit Unterbrechungen – bis kurz vor seinem Tode 1591.

#### Salamanca
- Diego Pisador ist nach dem Tod seiner Mutter im Jahr 1550 nach Salamanca zurückgekehrt.

#### Sevilla
- Francisco Guerrero ist seit 1551 Assistent von Kapellmeister Fernández de Castileja und Chorregent an der Kathedrale von Sevilla.
- Alonso Mudarra ist seit dem 18. Oktober 1546 Kanoniker an der Kathedrale von Sevilla. In dieser Stadt hat er einen bedeutenden Einfluss auf das Musikleben und bleibt dort noch 34 Jahre bis an sein Lebensende. Zu seinen Aufgaben an der Kathedrale gehört die Leitung aller musikalischen Aktivitäten. Hierzu gehören die Beauftragung von Instrumentalisten, der Kauf und die Leitung des Aufbaus einer neuen Orgel und die enge Zusammenarbeit mit Komponisten für die vielfältigen festlichen Anlässe.

## Instrumentalmusik

### Für Laute
- Pierre Certon – erstes Buch mit Psalmen in Lautentabulatur, arrangiert von Guillaume Morlaye, Paris: Michel Fezendat

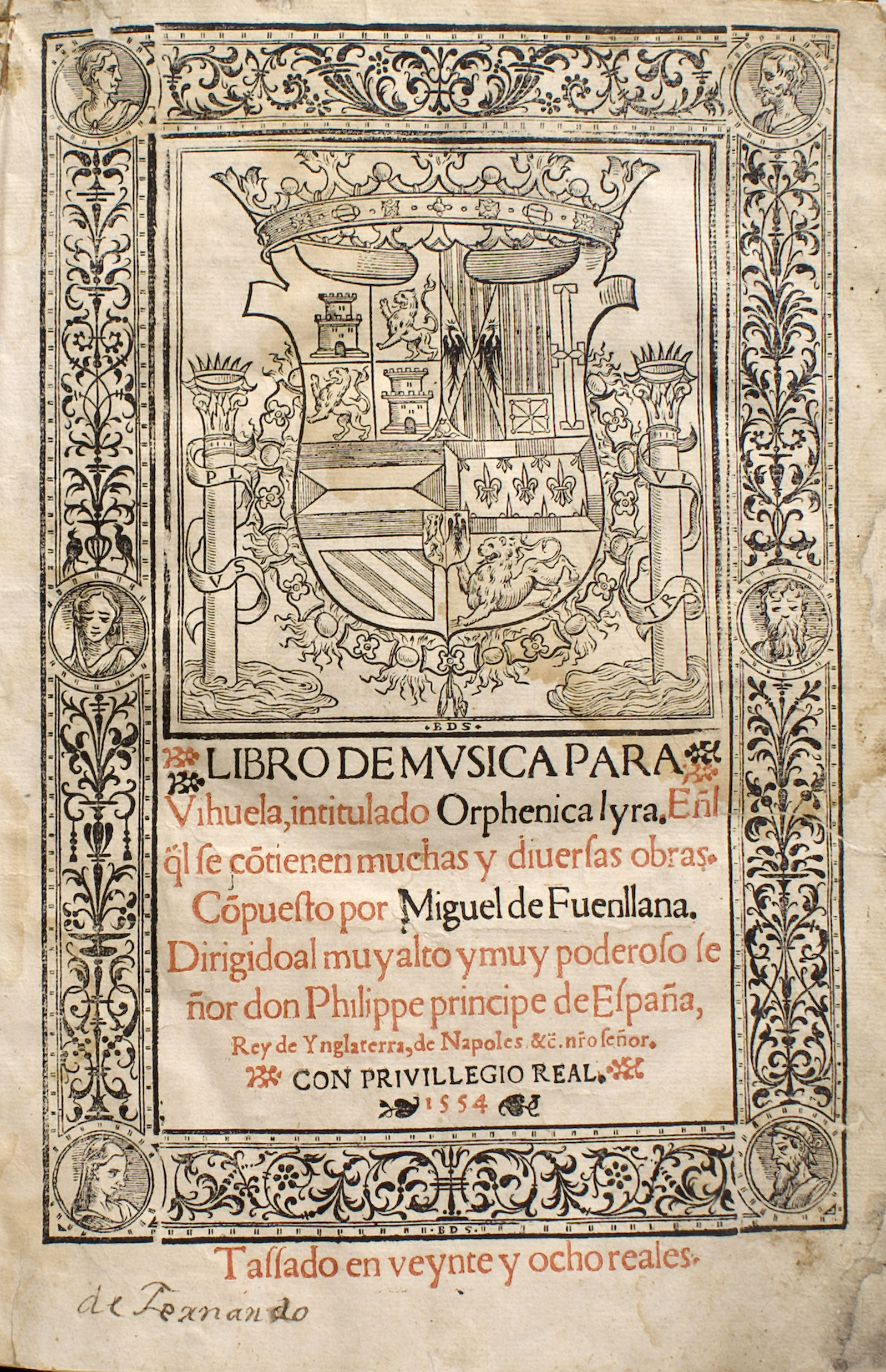
Orphenica Lyra (Titelblatt), 1554

### Für Vihuela
- Miguel de Fuenllana – Libro de Musica para Vihuela, intitulato Orphenica Lyra, Sevilla: Martin de Montesdoca: Noten und Audiodateien im International Music Score Library Project (Arrangements verschiedener Komponisten für Vihuela)
  - Buch 1: zweistimmige Kompositionen, die größtenteils aus Messen entnommen sind
  - Buch 2: Intavolierungen von drei- und vierstimmigen Motetten anderer Komponisten, jeweils mit einer nachfolgenden Fantasie von Fuenllana im gleichen Modus
  - Buch 3: Tabulaturen, die auf fünf- und sechsstimmigen Werken derselben Komponisten beruhen
  - Buch 4–6: sehr vielfältiges Material wie Intavolierungen von Cantus-firmus-Werken, Messesätzen, Falsobordoni und weltlicher italienischer und spanischer Musik (Madrigale, Villanescas und Romanzen), darunter auch die ensaladas von Mateo Flecha.

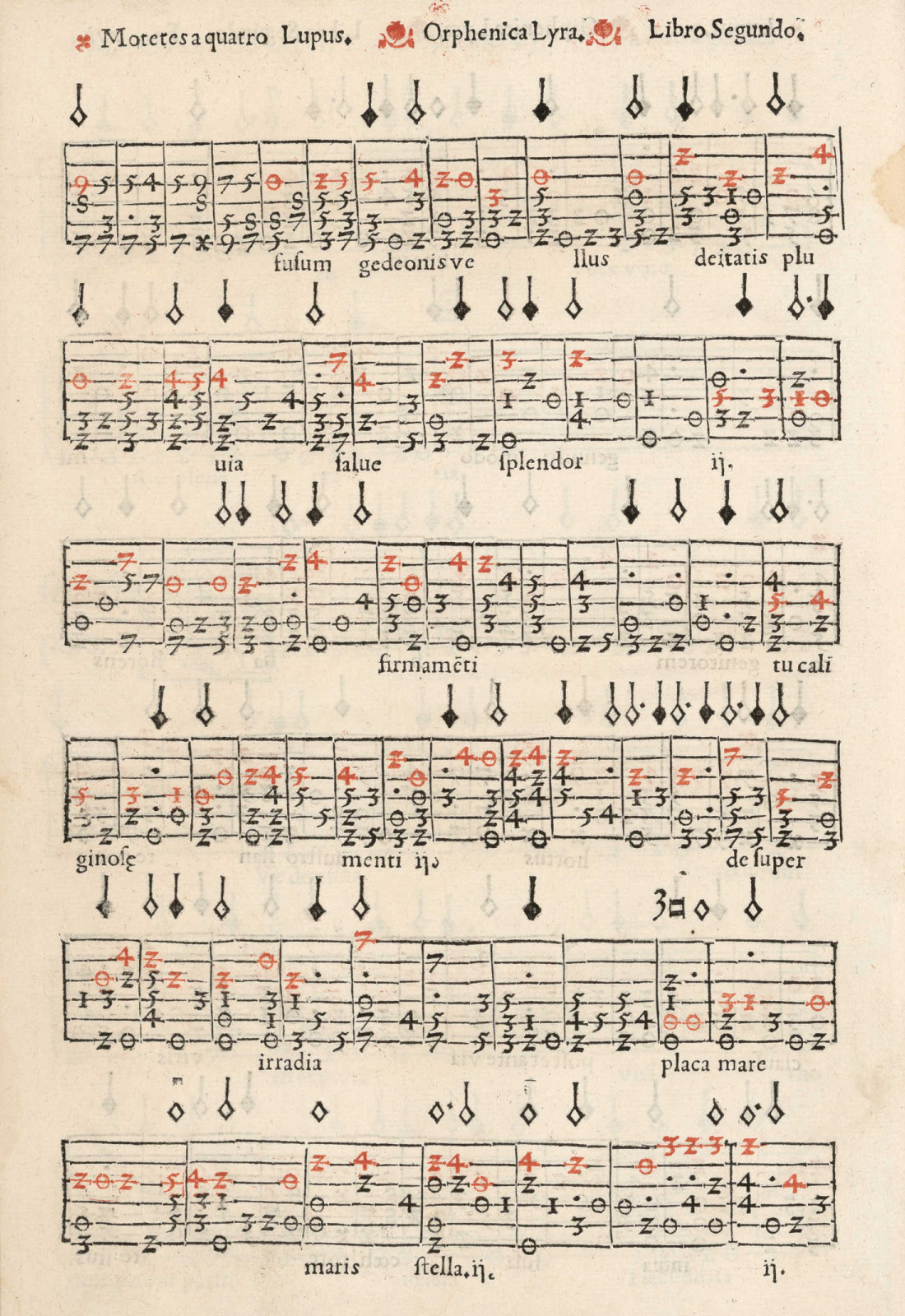
Beispiel für die numerische Vihuela-Tabulatur aus dem Buch Orphenica Lyra von Miguel de Fuenllana (1554). Die roten Nummern im Original markieren den Gesangspart.

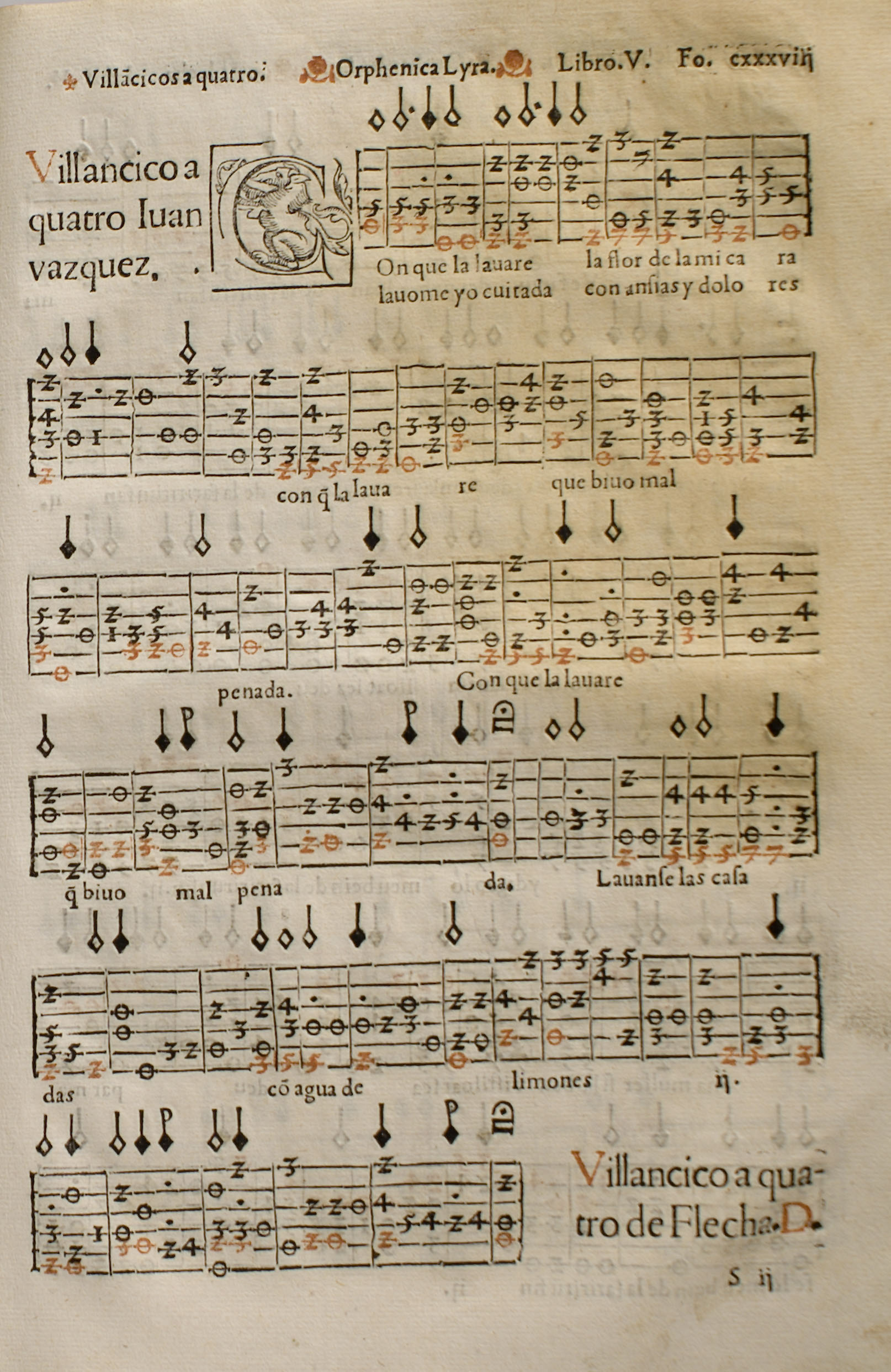
Weitere Seite aus dem Buch Orphenica Lyra von Miguel de Fuenllana (1554).

- - Darin:
    - Fantasia No.1: Noten und Audiodateien im International Music Score Library Project
    - Fantasia No.2: Noten und Audiodateien im International Music Score Library Project
    - Fantasia No.4: Noten und Audiodateien im International Music Score Library Project
    - Fantasia No.5: Noten und Audiodateien im International Music Score Library Project
    - Fantasia No.6: Noten und Audiodateien im International Music Score Library Project
    - Fantasia No.7: Noten und Audiodateien im International Music Score Library Project
    - Fantasia No.8: Noten und Audiodateien im International Music Score Library Project
    - Fantasia No.9: Noten und Audiodateien im International Music Score Library Project
    - Fantasia No.10: Noten und Audiodateien im International Music Score Library Project
    - Fantasia No.11: Noten und Audiodateien im International Music Score Library Project
    - Fantasia No.12: Noten und Audiodateien im International Music Score Library Project
    - Fantasia No.13: Noten und Audiodateien im International Music Score Library Project
    - Fantasia No.14: Noten und Audiodateien im International Music Score Library Project
    - Fantasia No.15: Noten und Audiodateien im International Music Score Library Project
    - Fantasia No.16: Noten und Audiodateien im International Music Score Library Project
    - Fantasia No.17: Noten und Audiodateien im International Music Score Library Project
    - Fantasia No.18: Noten und Audiodateien im International Music Score Library Project
    - Fantasia No.19: Noten und Audiodateien im International Music Score Library Project
    - Fantasia No.20: Noten und Audiodateien im International Music Score Library Project
    - Fantasia No.21: Noten und Audiodateien im International Music Score Library Project
    - Fantasia No.22: Noten und Audiodateien im International Music Score Library Project
    - Fantasia No.27: Noten und Audiodateien im International Music Score Library Project
    - Fantasia No.28: Noten und Audiodateien im International Music Score Library Project
    - Fantasia No.29: Noten und Audiodateien im International Music Score Library Project
    - Fantasia No.30: Noten und Audiodateien im International Music Score Library Project
    - Fantasia No.31: Noten und Audiodateien im International Music Score Library Project
    - Fantasia No.32: Noten und Audiodateien im International Music Score Library Project
    - Fantasia No.33: Noten und Audiodateien im International Music Score Library Project
    - Fantasia No.34: Noten und Audiodateien im International Music Score Library Project
    - Fantasia No.35: Noten und Audiodateien im International Music Score Library Project
    - Fantasia No.36: Noten und Audiodateien im International Music Score Library Project
    - Fantasia No.37: Noten und Audiodateien im International Music Score Library Project
    - Fantasia No.38: Noten und Audiodateien im International Music Score Library Project
    - Fantasia No.40: Noten und Audiodateien im International Music Score Library Project
    - Fantasia No.42: Noten und Audiodateien im International Music Score Library Project
    - Fantasia No.43: Noten und Audiodateien im International Music Score Library Project
    - Fantasia No.44: Noten und Audiodateien im International Music Score Library Project
    - Fantasia No.45: Noten und Audiodateien im International Music Score Library Project
    - Fantasia No.46: Noten und Audiodateien im International Music Score Library Project
    - Fantasia No.47: Noten und Audiodateien im International Music Score Library Project
    - Fantasia No.48: Noten und Audiodateien im International Music Score Library Project
    - Fantasia No.49: Noten und Audiodateien im International Music Score Library Project
    - Fantasia No.50: Noten und Audiodateien im International Music Score Library Project
    - Fantasia No.51: Noten und Audiodateien im International Music Score Library Project

## Vokalmusik

### Geistlich
- Benedictus Appenzeller
  - Motette In illo tempore dixit Iesus zu vier Stimmen, Antwerpen
  - Motette Quam pulchra es anima mea zu fünf Stimmen, teilweise Appenzeller (Antwerpen 1546), teilweise Thomas Crécquillon (Löwen 1554) zugeschrieben
- Jacobus Clemens non Papa
  - vier Bücher Psalmen, Nürnberg: Montanus und Neuber, 1553 bis 1554
  - Motetti de Labirinto zu vier Stimmen, Venedig
- Pierre Clereau
  - vier Messen zu vier Stimmen, Paris: Nicolas Du Chemin
  - Missa pro mortuis, cum duobus motetis, Paris: Nicolas Du Chemin
- Jean De Latre – Lamentationen zu drei, vier, fünf und sechs Stimmen, Maastricht: Jacob Baethen
- Nicolas Du Chemin (Hrsg.) – 12 Missae, 11 Moduli, 8 Magnificat, Paris: Noten und Audiodateien im International Music Score Library Project
- Costanzo Festa – Magnificat, tutti gli otto toni zu vier Stimmen, Venedig: Girolamo Scotto
- Claude Goudimel – Motette Domine quid multiplicati zu vier Stimmen: Noten und Audiodateien im International Music Score Library Project
- Christian Hollander
  - Motette Verbum caro factum est zu sechs Stimmen, in: Sacrorum cantionum […] liber primus, Antwerpen
  - Motette Congratulamini mihi omnes zu fünf Stimmen, auch Crécquillon zugeschrieben, in: Liber tertius cantionum sacrarum […], Löwen
  - Motette Dum transisset sabbatum („Seb. Hollant“), in: Liber primus cantionum sacrarum […], Löwen
- David Köler – Zehen Psalmen Davids | des Propheten, mit vier, fünff vnd sechs | stimmen gesetzt, Leipzig: Wolfgang Günther
- Jean Lecocq
  - Motette Exaltare tui Domine zu fünf Stimmen
  - Motette Musica Dei donum optimi zu fünf Stimmen
- Claude Le Jeune – Dix Pseaumes de David en forme de motets avec un dialogue (erster Band mit französischsprachigen Psalmvertonungen, denen die Übersetzung von Théodore de Bèze zu Grunde liegt)
- Pierre de Manchicourt – Einzeldruck Liber quintus cantionum sacrarum, Löwen: Pierre Phalèse (darin 14 Motetten zu fünf bis sechs Stimmen)
- Jachet de Mantua
  - Il primo libro de le messe a cinque voci, Venedig: Girolamo Scotto
  - Missa […] ad imitationem moteti quam pulchra es, Paris
- Giovanni Pierluigi da Palestrina – Missarum, Liber 1, Rom: Valerio & Luigi Dorico: Noten und Audiodateien im International Music Score Library Project
- Nicolas Payen
  - Motette Benedictus Dominus zu fünf Stimmen
  - Motette Eripe me de inimicis zu vier Stimmen
- Pierre Phalèse (Hrsg.)
  - Cantionum sacrarum zu fünf Stimmen, Liber 1, Löwen: Noten und Audiodateien im International Music Score Library Project
  - Cantionum sacrarum zu fünf Stimmen, Liber 2, Löwen: Noten und Audiodateien im International Music Score Library Project
  - Cantionum sacrarum zu fünf Stimmen, Liber 3, Löwen: Noten und Audiodateien im International Music Score Library Project
  - Cantionum sacrarum zu fünf Stimmen, Liber 4, Löwen: Noten und Audiodateien im International Music Score Library Project
  - Pierre de Manchicourt – Cantionum sacrarum zu fünf Stimmen, Liber 5, Löwen: Noten und Audiodateien im International Music Score Library Project
  - Cantionum sacrarum zu fünf Stimmen, Liber 6, Löwen: Noten und Audiodateien im International Music Score Library Project
- Dominique Phinot – Motette Liber secundus mutetarum quinque vocum, Pesaro 1554, Venedig 1555
- Jacob Praetorius der Ältere – Choralsammlung
- Girolamo Scotto (Hrsg.) – Motetti del Laberinto, Libro 2-4, Venedig: Noten und Audiodateien im International Music Score Library Project
- Tielman Susato (Hrsg.)
  - Peccata mea Domine zu fünf Stimmen
  - Liber I [-XIV] ecclesiasticarum cantionum zu vier bis fünf Stimmen, 1553–1558 (Liber XIII verschollen)
- Wacław z Szamotuł – In te Domine speravi (In Dich, Herr, habe ich Hoffnung gesetzt), Nürnberg: Noten und Audiodateien im International Music Score Library Project
- Thomas Tallis – Puer natus est nobis
- Jacobus Vaet – Chanson Sans vous ne puis zu vier Stimmen, in: Premier livre des chansons, Löwen

### Weltlich

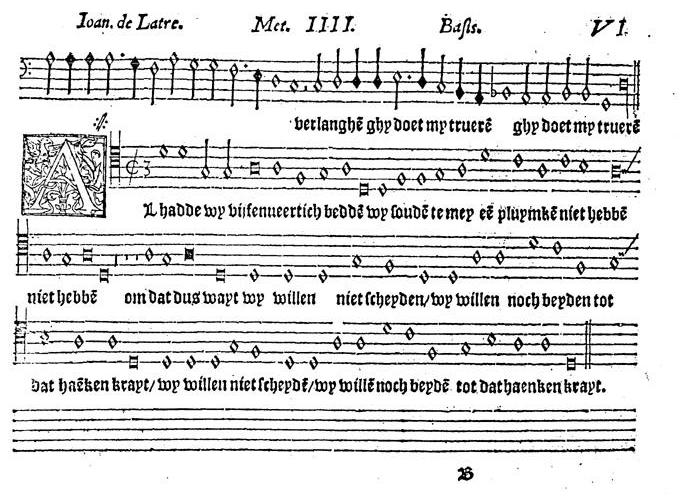
Ein niederländisches Chanson von Petit Jean De Latre in der Anthologie Dat ierste boeck vanden niewe Duytsche liedekens, veröffentlicht von Jacob Baethen in Maastricht 1554

- Anonymous – Dunque fia ver (haime) che mi convegna zu vier Stimmen: Noten und Audiodateien im International Music Score Library Project
- Jakob Arcadelt
  - Chanson Margot Labourez les Vignes zu vier Stimmen: Noten und Audiodateien im International Music Score Library Project
  - Chanson Nous voyons que les hommes zu drei Stimmen: Noten und Audiodateien im International Music Score Library Project
- Jacob Baethen – Dat ierste boeck van den nieuwe Duijtsche liedekens (Das erste Buch von neuen niederländischen Liedern), Maastricht; darin:
  - Jan Belle – Ick en can mij niet bedwinghen zu vier Stimmen: Noten und Audiodateien im International Music Score Library Project
  - Ludovicus Episcopius – acht Lieder zu drei bis acht Stimmen
  - Theodor Evertz – drei mehrstimmige niederländische Lieder
  - Servaes van der Meulen – „Altijd so moet ic trueren en swaerelick versuchten“ (Ich bin dauernd in großer Not)
- Ippolito Ciera – Madrigali del laberinto zu vier Stimmen, Venedig: Girolamo Scotto
- Nicolas Du Chemin – 22 Chansons nouvelles, Livre 11, Paris: Noten und Audiodateien im International Music Score Library Project; darin:
  - Pierre Certon – Vostre beauté qu'un chascun voit florir zu vier Stimmen: Noten und Audiodateien im International Music Score Library Project
  - Claude Goudimel
    - Amour longtemps m’a tenu en ses lacs zu vier Stimmen: Noten und Audiodateien im International Music Score Library Project
    - De plus aymer, si j’en quicte les armes zu vier Stimmen: Noten und Audiodateien im International Music Score Library Project
    - Je m’asseurois que ce petit archier zu vier Stimmen: Noten und Audiodateien im International Music Score Library Project
    - Si l’on donnoit à l’amant jouyssance zu vier Stimmen: Noten und Audiodateien im International Music Score Library Project

  - Clément Janequin
    - Amour vainc tout c’est chose tres certaine zu vier Stimmen: Noten und Audiodateien im International Music Score Library Project
    - Pleust a Dieu que feusse arrondelle zu vier Stimmen: Noten und Audiodateien im International Music Score Library Project
    - Si Dieu vouloit que je fusse arrondelle zu vier Stimmen: Noten und Audiodateien im International Music Score Library Project

  - Nicolas de Marle – Tant vertueux est l’amour de ma dame zu vier Stimmen: Noten und Audiodateien im International Music Score Library Project
- Giulio Fiesco – Il primo libro di madrigali zu vier Stimmen, Venedig: Antonio Gardano; darin:
  - Crudel, di che peccato a doler t'hai: Noten und Audiodateien im International Music Score Library Project
- Georg Forster – Es locus Elysium zu vier Stimmen (?), Nürnberg
- Giandominico La Martoretta
  - Deh, dove senza me, dolce mia vita zu vier Stimmen: Noten und Audiodateien im International Music Score Library Project
  - Di furto ancor oltre ogni vizio rio zu vier Stimmen: Noten und Audiodateien im International Music Score Library Project
- Jean Lecocq
  - Chanson Au glay berg icronette zu vier Stimmen (Zuschreibung an Gallus)
  - Chanson Belle vostre amie est venu zu vier Stimmen (Zuschreibung an Lecocq)
  - Chanson Douleur et pleurs zu vier Stimmen (Lecocq)
  - Chanson Humble et leal vers madame zu vier Stimmen (Gallus)
- Adrian Le Roy (Hrsg.)
  - Chansons de plusieurs autheurs zu vier Stimmen, Livre 2, Paris: Noten und Audiodateien im International Music Score Library Project
  - Chansons de plusieurs autheurs zu drei Stimmen, Livre 3, Paris: Noten und Audiodateien im International Music Score Library Project

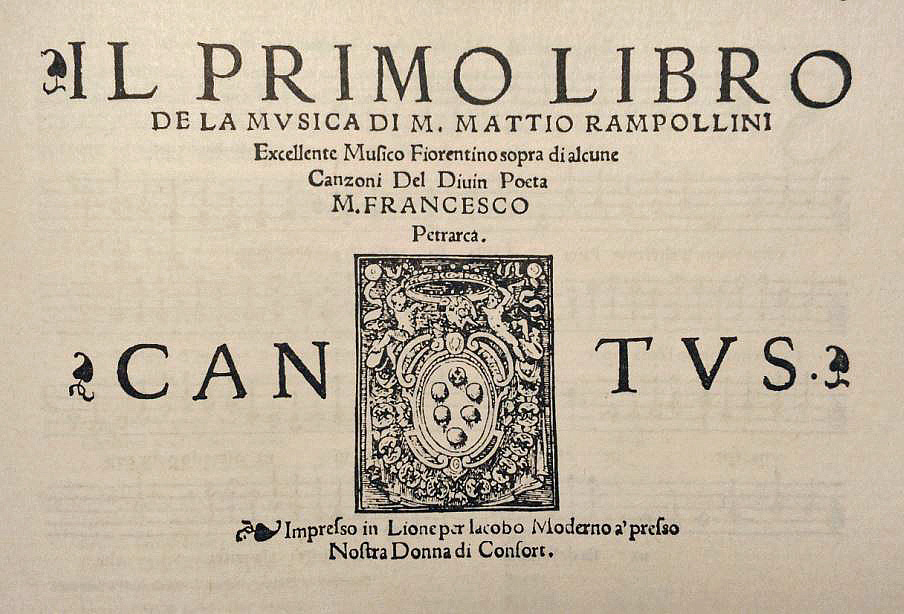
Das Primo libro de la musica di M. Rampollini (Lyon, ca. 1554)

- Philippe de Monte – Madrigali […] libro primo zu fünf Stimmen, Rom: Valerio & Luigi Dorico
- Jan Nasco – erstes Buch mit Madrigalen zu vier Stimmen, Venedig: Antonio Gardano
- Matteo Rampollini – Il Primo libro de la musica di M. Mattio Rampollini… sopra di alcune canzoni del divin poeta M. Francesco Petrarca, Lyon ca. 1554: Jacques Moderne
- Hoste da Reggio
  - erstes Buch mit Madrigalen zu fünf Stimmen, Venedig: Girolamo Scotto
  - zweites Buch mit Madrigalen zu vier Stimmen, Venedig: Girolamo Scotto
  - drittes Buch mit Madrigalen zu vier Stimmen, Venedig: Girolamo Scotto
  - erstes Buch mit Madrigalen zu drei Stimmen, Mailand: Francesco & Simone Moscheni
- Tielman Susato (Hrsg.) – Le premier [-XIV] Livre des chansons zu vier bis acht Stimmen, 1543–1555
- Jan van Wintelroy – Al is den tijd nu doloreus zu vier Stimmen; in: Dat ierste boeck van den nieuwe Duijtsche liedekens, Maastricht: Jacob Baethen

## Musiktheoretische Schriften
- Johannes Fries – Brevis musicae isagoge, Zürich: Christopher? Frosch: Noten und Audiodateien im International Music Score Library Project
- Maximilian Guilliaud – Rudiments de musique practique, Paris: Nicolas Du Chemin: Noten und Audiodateien im International Music Score Library Project
- Johann Zanger – Practicae musicae praecepta, Leipzig: Georg Hantzsch: Noten und Audiodateien im International Music Score Library Project

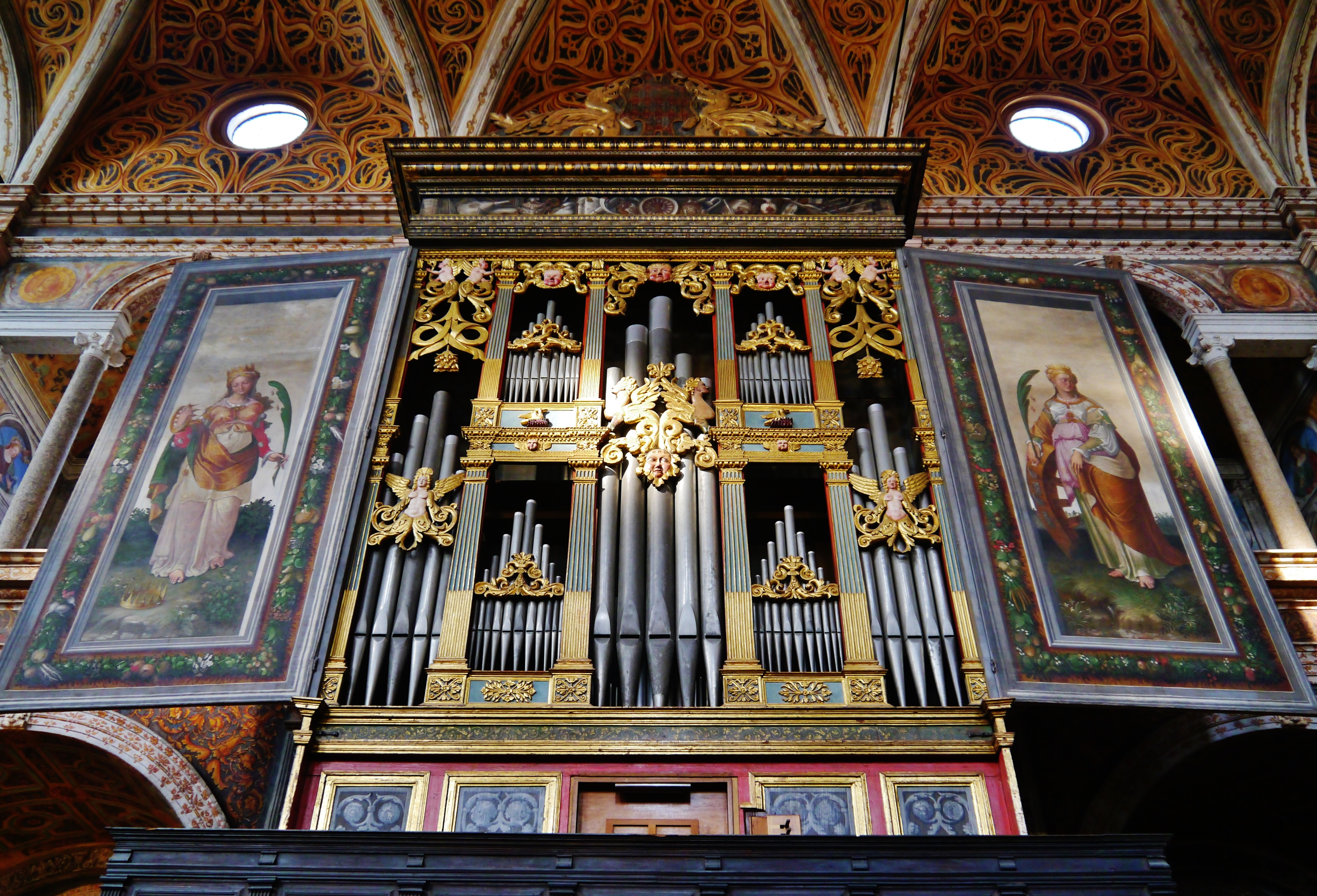
Orgel der Nonnenhalle der Klosterkirche San Maurizio in Mailand

## Instrumentenbau
- Die Orgel in der Nonnenhalle der Klosterkirche San Maurizio in Mailand wird fertiggestellt.
- Gian Giacomo Antegnati stellt die erste Orgel der Kathedrale in Vigevano fertig.

## Geboren

### Geburtsdatum gesichert
- Um den 22. Mai: Samuel Mareschall, franko-flämischer Komponist, Organist, Sänger und Pädagoge († 1640)
- 27. Mai: Paolo Bellasio, italienischer Organist und Komponist († 1594)[1]
- 17. September: Cosimo Bottegari, italienischer Sänger, Lautenist und Komponist († 1620)[1]
- 09. Dezember (getauft): Franz Joachim Brechtel, deutscher Komponist († 1593)[1]
- 00. Dezember: Euricius Dedekind, deutscher Geistlicher und Komponist († 1619)[1]

### Genaues Geburtsdatum unbekannt
- Georg Baumann der Ältere, deutscher Musikdrucker und Musikverleger († 1607)[1]
- Jan Brandt, polnischer Theologe und Komponist († 1602)
- Giovanni Gabrieli, venezianischer Kirchenmusiker († 1612)
- Michel Henry, französischer Instrumentalist († 1635)[1]
- William Inglott, englischer Organist und Komponist († 1621)[1]
- Martin Zeuner, deutscher Organist und Komponist († 1619)[1]

### Geboren um 1554
- Emanuel Adriaenssen, franko-flämischer Lautenist, Musikpädagoge und Komponist († 1604)
- Elway Bevin, englischer Organist, Komponist und Musiktheoretiker († 1638)
- Rinaldo del Mel, franko-flämischer Komponist, Sänger und Kapellmeister († um 1598)

## Gestorben

### Todesdatum gesichert
- 06. Februar: Arnold von Bruck, Komponist (* um 1500)
- 24. Februar: Philip van Wilder, franko-flämischer Komponist und Lautenist (* um 1500)
- 19. Juni: Sixtus Birck, deutscher Dramatiker und Kirchenliederdichter (* 1501)
- 00. September: Matthias Apiarius, deutsch-schweizerischer Buchdrucker, Verleger und Komponist (* 1495 oder 1500)
- 15. Oktober: Johannes Hartung, deutscher Musiksammler und Komponist (* 1493)[2]

### Genaues Todesdatum unbekannt
- Alvise Bassano, italienischer Musiker (* unbekannt)
- Nicolaus Faber, deutscher Drucker (* um 1490)[2]

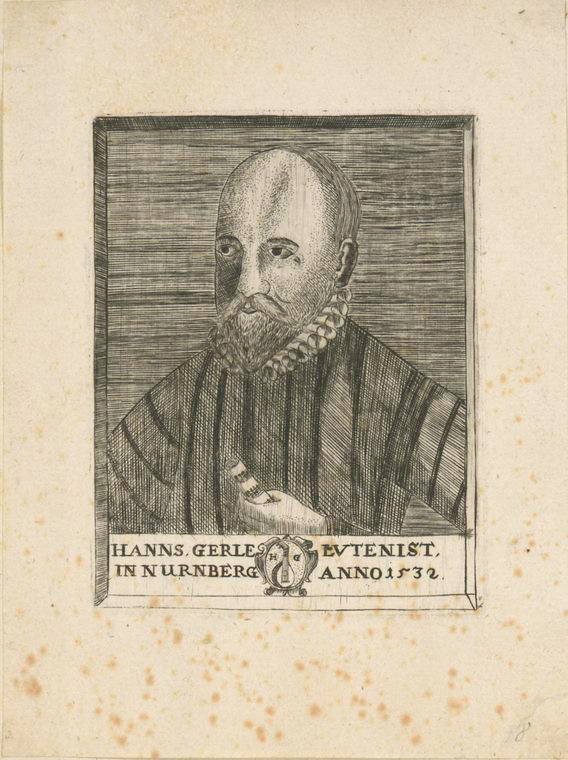
Hans Gerle

- Hans Gerle, deutscher Lautenist und Komponist (* vor 1500)
- Joachim Woltersdorf, deutscher Pastor und Musiktheoretiker (* 1508)[2]

### Gestorben um 1554
- Sigmund Salminger, deutscher Kirchenlieddichter, Komponist sowie Herausgeber von Liedersammlungen (* um 1500)

### Gestorben nach 1554
- Gregor Faber, deutscher Musiktheoretiker (* um 1525)[2]